# Verordnung zur Prüfung von Luftfahrtgerät
Die Verordnung zur Prüfung von Luftfahrtgerät (LuftGerPV) regelt die Anforderungen und das Verfahren der Prüfung von Luftfahrtgerät auf seine Lufttüchtigkeit im Rahmen der Entwicklung, Herstellung und Instandhaltung in Deutschland. Verantwortlich auf ihren Erlass und die Überwachung ihrer Einhaltung ist das Luftfahrt-Bundesamt.
Die Prüfung der Lufttüchtigkeit kann nach dieser Verordnung auf mehreren Wegen erbracht werden:
- im Rahmen der Entwicklung als
  - Musterprüfung
  - Einzelstückprüfung
- im Rahmen der Herstellung als
  - Stückprüfung
  - Prüfungen in einem Qualitätsmanagement-System
- im Rahmen der Instandhaltung als
  - Instandhaltungsprüfungen
  - Nachprüfungen

Daneben kann auch die Prüfung von Ausrüstungsgegenständen oder Zubehörteilen im Rahmen der Verordnung erfolgen. Die Prüfung definierter Bauteile kann auch in gesonderten, dafür genehmigten Betrieben (zumeist der Hersteller), außerhalb der eigentlichen Prüfung des Luftfahrtgerätes erfolgen.
Die Verordnung dient auch der Umsetzung von europäischen Vorschriften. Um gleiches Recht innerhalb der EU zu gewährleisten, werden diese Aufgaben wiederum von der Europäischen Agentur für Flugsicherheit wahrgenommen. Die LuftGerPV ist Teil der Durchführungsbestimmungen des Luftverkehrsgesetzes.